# Studium v zahraničí
Studium v zahraničí je forma studia, při které student absolvuje formální vzdělávací proces nebo jeho část v zemi, ve které trvale nepobývá. Může se týkat studentů všech typů škol (základních, středních a vysokých). Studium v zahraničí může být jak dlouhodobé (absolvování celého studia, např. bakalářského stupně), tak krátkodobé v rámci studijních pobytů, které trvají nejčastěji jeden semestr.

## Motivace
Motivací studenta absolvovat studium nebo jeho část v zahraničí může být celá řada. V některých případech může student být ke studiu v zahraničí donucen okolnostmi; například na základní či střední škole může být ke studiu v zahraničí donucen při přestěhování rodičů, v rámci ruské invaze na Ukrajinu navíc řada studentů Ukrajinu opustila z důvodu válečného konfliktu, z nichž někteří na své studium navázali v zahraničí. Například někteří studenti ze Slovenska studují v Česku, často z důvodu nespokojenosti se stavem tamějšího vysokého školství. V porovnání s 3,5 % Čechy studujícími v zahraničí totiž studuje v zahraničí (nejčastěji právě v Česku) asi 15 % Slováků.
V případě pozitivní motivace, kdy student o studium v zahraničí sám usiluje, se může například jednat o faktory jako:
- poznání stylu výuky studovaného oboru v jiné zemi
- zdokonalení se v cizím jazyku
- seznámení se s novým jazykem a kulturou dané země
- seznámení se s novými lidmi a utvoření kontaktů na studenty či další osoby v zahraničí
- vylepšení svého životopisu pro budoucí ucházení se o zaměstnání či další studium

## Popularita
Poměrně časté je krátkodobé studium v zahraničí při studiu vysoké školy, které je v zemích Evropské unie (tedy včetně Česka) umožněno v rámci vzdělávacího programu Erasmus+. Existuje ale také celá řada různých dalších programů, které studijní pobyty na vysokých školách v různých částech světa nabízejí (například CEEPUS, AKTION, Evropský sbor solidarity).
Počet českých studentů dlouhodobě studujících v zahraničí spíše klesá, zatímco popularity nabývají krátkodobé studijní pobyty. Mezi nejpopulárnější destinace pro české studenty patří zejména evropské státy, jmenovitě Velká Británie, Nizozemsko, Dánsko, Irsko, Španělsko, Portugalsko nebo Francie, ale i další evropské země. Možnost studia v zahraničí je však limitována nabídkou vysoké školy a jejími partnerskými univerzitami. Naopak Česko je populární destinací pro studenty z celé řady zemí Evropy, ale také Indie či Turecka. V roce 2023 tvořili zahraniční studenti asi 18 % studentů vysokých škol v Česku.